# 赵毓南
赵毓南，直隶青县人，清朝政治人物。
光绪十年（1884年）至光绪十一年（1885年），擔任利川知县。